# Смречани
Смречани (словац. Smrečany) — село, громада округу Ліптовський Мікулаш, Жилінський край, регіон Ліптов. Кадастрова площа громади — 8,05 км².
Населення 674 особи (станом на 31 грудня 2018 року).

## Історія
Смречани згадуються 1299 року.

## Географія
Протікає річка Врбічка.

## Населення
| Рік:            | 1994. | 2004.   | 2014.   | 2024.    |
| --------------- | ----- | ------- | ------- | -------- |
| Кількість осіб: | 612   | 621     | 623     | 704      |
| Різниця:        |       | +1,47 % | +0,32 % | +13,00 % |

| Рік:            | 2023. | 2024.   |
| --------------- | ----- | ------- |
| Кількість осіб: | 701   | 704     |
| Різниця:        |       | +0,42 % |